# Brendan Benson
Brendan Benson (Royal Oak, Michigan, 14 de novembro de 1970) é um músico e compositor norte-americano, também conhecido por ser um dos membros da banda The Raconteurs, que fundou junto com seu primo, Jack White.
Benson é um cantor e multiinstrumentista (toca guitarra, baixo, teclado e bateria). Entre suas influências musiciais estão The Cars, David Bowie, The Electric Light Orchestra, Elvis Costello, The Kinks, Robyn Hitchcock, Paul McCartney, Joe Jackson, The Who, Dramarama and Todd Rundgren.
Benson e sua esposa Brittany atualmente moram em Nashville, Tennessee.

## Discografia

### Álbuns
- One Mississippi (1996)
- Lapalco (2002)
- The Alternative to Love (2005)
- My Old, Familiar Friend (2009)
- What Kind of World (2012)

### EPs
- Folk Singer (2002)
- Metarie (2003)

### Singles
- Tiny Spark (2002)
- Good To Me (2002)
- Metarie (2003)
- Spit It Out (2005)
- Cold Hands (Warm Heart) (2005)
- What I'm Looking For (2005)
- A Whole Lot Better (2009)